# بلدة ريتشفيلد (مقاطعة روسكومون)
ريتشفيلد، مقاطعة روسكومون (بالإنجليزية: Richfield Township, Roscommon County, Michigan)‏ هي بلدة تقع بولاية ميشيغان في الولايات المتحدة. تبلغ مساحتها 188.8 (كم²)، وترتفع عن سطح البحر 385 م، بلغ عدد سكانها 4139 نسمة في عام تعداد الولايات المتحدة 2000 حسب إحصاء مكتب تعداد الولايات المتحدة وتصل الكثافة السكانية فيها 23.2 نسمة/كم2.

## وصلات خارجية
- The US50 - Cities and Towns in Michigan State
- Michigan Cities and Towns, Facts, Map, Flag, Colleges, Government, and More